# کیمبرلی دنیلز
کیمبرلی دنیلز (زاده ۱۲ ژوئن ۱۹۶۱) وزیر، نویسنده مذهبی، سیاستمدار، همسر و مادر ۴ فرزند اهل جکسون ویل،فلوریدا است. او یکی از اعضای مجلس نمایندگان فلوریدا می باشد که نماینده ناحیه چهاردهم مجلس تحت عنوان (قسمتی از شهرستان دووال ) است. دنیلز فعالیت سیاسی خود را به عنوان یکی از اعضای شورای شهر جکسون ویل شروع کرد. بعد از آن او به عنوان یکی از اعضای مجلس نمایندگان فلوریدا و به نمایندگی از ناحیه چهارده مجلس به عنوان عضوی از حزب دموکرات از سال ۲۰۱۶ تا ۲۰۲۰ خدمت کرد. بعدها دنیلز در آخرین روز صلاحیت برای انتخابات ۲۰۲۲، برای کرسی ناحیه چهارده مجلس در سال ۲۰۲۲ وارد رقابت می شود. او در تاریخ ۲۳ آگوست ۲۰۲۲، به سادگی در انتخابات مقدماتی دموکرات ها برای ناحیه خانه چهادهم مشارکت می کند و بعد از مشارکت او در همه ۴۱ حوزه ناحیه پیروز می شود. سپس، کاندیدای مکتوب از صحنه رقابت ها کنار می کشند و بازگشت دنیلز به مجلس نمایندگان فلوریدا را تضمین می کنند. 